# دیئوس پیتر
دیِئوس یا به‌صورت کامل‌تر دیئوس پَه‌تر یعنی «پدر روشنایی روز»، نام بازسازی‌شده‌ی خدایی در اسطوره‌های هندواروپایی باستان است که نماینده‌ی آسمان روشن روز بود. دیئوس به‌عنوان شخصیت خداییِ آسمان در روز، و جایگاهی که خدایان دیگر در آن قرار دارند شناخته می‌شد. او با آسمان گسترده‌ی روز و باران‌های پربرکت مرتبط بود. همچنین، دیئوس معمولاً در کنار الهه‌ی مادر زمین، به نام دِگه‌وم دیده می‌شد. این دو با هم یک زوج نمادین بودند که ترکیبی از وحدت (آسمان و زمین) و تضاد (روشنایی و تاریکی، بالا و پایین) را نشان می‌دادند. 